# Fußball-Regionalliga Nordost 2017/18
Die Saison 2017/18 der Regionalliga Nordost war die sechste Spielzeit der Fußball-Regionalliga als vierthöchste Spielklasse in Deutschland. Sie begann am 29. Juli 2017 mit dem Derby der BSG Chemie Leipzig gegen den 1. FC Lokomotive Leipzig (0:1) und endete am 12. Mai 2018.

## Saisonverlauf
Bereits nach dem 31. Spieltag stand Energie Cottbus als Meister und Teilnehmer an den Relegationsspielen zur 3. Liga fest. Der Drittligaabsteiger von 2016 leistete sich nur eine Niederlage (1:2 gegen den ZFC Meuselwitz) und stellte mit 89 Punkten den bisherigen Rekord der Sportfreunde Lotte (83) seit Einführung der fünfgleisigen Regionalliga ein. Energie Cottbus setzte sich in den Aufstiegsspielen gegen den SC Weiche Flensburg 08 durch, wodurch der Fünfzehnte, die VSG Altglienicke, in der Liga blieb.

## Teilnehmer
Für die Regionalliga Nordost 2017/18 qualifizierten sich folgende Mannschaften:
- Die Mannschaften auf den Plätzen 2 bis 18 der Regionalliga Nordost 2016/17, abzüglich der beiden, die sich im Anschluss aus der Liga zurückgezogen hatten:
  -  Energie Cottbus
  -  FC Viktoria 1889 Berlin
  -  SV Babelsberg 03
  -  Berliner AK 07
  -  FSV Wacker 90 Nordhausen
  -  FC Oberlausitz Neugersdorf
  -  Hertha BSC II
  -  1. FC Lokomotive Leipzig
  -  VfB Auerbach
  -  FSV Union Fürstenwalde
  -  ZFC Meuselwitz
  -  BFC Dynamo
  -  FSV 63 Luckenwalde
  -  FSV Budissa Bautzen
  -  TSG Neustrelitz
- Die beiden bestplatzierten Mannschaften der Fußball-Oberliga Nordost 2016/17:
  -  VSG Altglienicke (Staffel Nord)
  -  BSG Chemie Leipzig (Staffel Süd)
- Der Sieger des Aufstiegsspiels zwischen den beiden zweitplatzierten Mannschaften der Fußball-Oberliga Nordost 2016/17:
  -  VfB Germania Halberstadt (Staffel Süd)

## Auf- und Abstiegsregelung
Aufstieg in die 3. Liga
Der Meister ist für die Aufstiegsspiele für die 3. Liga sportlich qualifiziert.
Abstieg aus der Regionalliga Nordost
Es steigen im Normalfall zwei Vereine ab. Maximal steigen fünf Mannschaften ab. Die genaue Anzahl richtet sich nach der Zahl der Absteiger aus der 3. Liga 2017/18 sowie danach, ob der Regionalliga-Meister in den Qualifikationsspielen den Aufstieg schafft. Es gilt folgendes Schema:
| Anzahl Mannschaften 2017/18              | 18 | 18 |
| − Aufsteiger in die 3. Liga              | 1  | 0  |
| + Absteiger aus der 3. Liga              | 2  | 2  |
| + Aufsteiger in die Regionalliga Nordost | 2  | 2  |
| − Absteiger aus der Regionalliga Nordost | 3  | 4  |
| = Anzahl Mannschaften 2018/19            | 18 | 18 |

## Statistiken

### Tabelle
| Pl.               | Verein                       | Sp. | S  | U  | N  | Tore    | Diff. | Punkte |
| ----------------- | ---------------------------- | --- | -- | -- | -- | ------- | ----- | ------ |
| 1.                | Energie Cottbus              | 34  | 28 | 5  | 1  | 079:140 | +65   | 89     |
| 2.                | FSV Wacker 90 Nordhausen     | 34  | 15 | 13 | 6  | 048:290 | +19   | 58     |
| 3.                | Berliner AK 07               | 34  | 15 | 11 | 8  | 063:470 | +16   | 56     |
| 4.                | BFC Dynamo                   | 34  | 16 | 6  | 12 | 070:500 | +20   | 54     |
| 5.                | SV Babelsberg 03             | 34  | 13 | 14 | 7  | 052:380 | +14   | 53     |
| 6.                | 1. FC Lokomotive Leipzig     | 34  | 14 | 11 | 9  | 048:360 | +12   | 53     |
| 7.                | VfB Germania Halberstadt (N) | 34  | 14 | 10 | 10 | 068:520 | +16   | 52     |
| 8.                | Hertha BSC II U23            | 34  | 13 | 9  | 12 | 054:450 | +9    | 48     |
| 9.                | FSV Union Fürstenwalde       | 34  | 13 | 8  | 13 | 059:520 | +7    | 47     |
| 10.               | ZFC Meuselwitz               | 34  | 10 | 13 | 11 | 044:440 | ±0    | 43     |
| 11.               | VfB Auerbach                 | 34  | 10 | 13 | 11 | 048:510 | −3    | 43     |
| 12.               | FC Oberlausitz Neugersdorf   | 34  | 11 | 10 | 13 | 047:530 | −6    | 43     |
| 13.               | FC Viktoria 1889 Berlin      | 34  | 11 | 9  | 14 | 049:540 | −5    | 42     |
| 14.               | FSV Budissa Bautzen          | 34  | 10 | 11 | 13 | 031:470 | −16   | 41     |
| 15.               | VSG Altglienicke (N)         | 34  | 9  | 11 | 14 | 030:410 | −11   | 38     |
| 16.               | BSG Chemie Leipzig (N)       | 34  | 8  | 11 | 15 | 021:510 | −30   | 35     |
| 17.               | TSG Neustrelitz              | 34  | 8  | 3  | 23 | 036:750 | −39   | 27     |
| 18.               | FSV 63 Luckenwalde           | 34  | 1  | 6  | 27 | 025:930 | −68   | 09     |
| Stand: Saisonende |                              |     |    |    |    |         |       |        |

| (A) | Absteiger aus der 3. Liga   |
| (N) | Aufsteiger aus der Oberliga |

### Kreuztabelle
Die Kreuztabelle stellt die Ergebnisse aller Spiele dieser Saison dar. Die Heimmannschaft ist in der linken Spalte, die Gastmannschaft in der oberen Zeile aufgelistet.
| 2017/18                    | Energie Cottbus | FC Viktoria 1889 Berlin | SV Babelsberg 03 | Berliner AK 07 | FSV Wacker 90 Nordhausen | FC Oberlausitz Neugersdorf | Hertha BSC II | 1. FC Lokomotive Leipzig | VfB Auerbach | FSV Union Fürstenwalde | ZFC Meuselwitz | BFC Dynamo | FSV 63 Luckenwalde | FSV Budissa Bautzen | TSG Neustrelitz | VSG Altglienicke | BSG Chemie Leipzig | VfB Germania Halberstadt |
| -------------------------- | --------------- | ----------------------- | ---------------- | -------------- | ------------------------ | -------------------------- | ------------- | ------------------------ | ------------ | ---------------------- | -------------- | ---------- | ------------------ | ------------------- | --------------- | ---------------- | ------------------ | ------------------------ |
| Energie Cottbus            |                 | 1:0                     | 4:0              | 2:1            | 2:1                      | 2:0                        | 2:0           | 2:0                      | 1:1          | 4:1                    | 1:0            | 3:1        | 2:0                | 3:1                 | 4:1             | 3:0              | 5:0                | 3:1                      |
| FC Viktoria 1889 Berlin    | 0:2             |                         | 3:4              | 0:0            | 0:2                      | 1:1                        | 4:1           | 0:0                      | 4:2          | 1:0                    | 2:2            | 1:3        | 2:3                | 3:0                 | 4:1             | 0:0              | 1:1                | 1:4                      |
| SV Babelsberg 03           | 0:1             | 3:1                     |                  | 1:1            | 0:0                      | 2:1                        | 2:1           | 4:2                      | 0:2          | 1:0                    | 0:0            | 1:1        | 3:0                | 0:0                 | 1:1             | 1:1              | 4:0                | 3:1                      |
| Berliner AK 07             | 0:1             | 3:3                     | 1:1              |                | 2:2                      | 5:2                        | 0:4           | 5:2                      | 4:2          | 3:0                    | 1:1            | 4:1        | 2:1                | 3:0                 | 1:0             | 0:0              | 3:0                | 1:1                      |
| FSV Wacker 90 Nordhausen   | 1:1             | 1:2                     | 1:0              | 3:0            |                          | 1:1                        | 2:2           | 1:0                      | 3:1          | 4:1                    | 2:0            | 3:2        | 6:1                | 0:1                 | 2:1             | 1:1              | 0:0                | 1:1                      |
| FC Oberlausitz Neugersdorf | 0:3             | 2:3                     | 1:1              | 1:2            | 2:0                      |                            | 3:1           | 2:2                      | 1:3          | 0:1                    | 3:1            | 1:3        | 2:0                | 3:0                 | 2:1             | 2:0              | 0:0                | 3:1                      |
| Hertha BSC II              | 0:2             | 3:1                     | 2:1              | 1:4            | 1:0                      | 4:0                        |               | 2:3                      | 1:1          | 1:4                    | 0:0            | 0:0        | 5:1                | 3:1                 | 3:1             | 0:2              | 5:0                | 1:3                      |
| 1. FC Lokomotive Leipzig   | 0:0             | 0:1                     | 0:0              | 3:1            | 2:0                      | 3:0                        | 2:1           |                          | 1:1          | 1:1                    | 1:1            | 2:0        | 4:2                | 0:0                 | 7:0             | 2:0              | 1:1                | 2:1                      |
| VfB Auerbach               | 0:4             | 1:0                     | 2:2              | 0:3            | 2:3                      | 1:1                        | 1:1           | 2:0                      |              | 3:2                    | 1:1            | 1:3        | 2:0                | 3:0                 | 2:1             | 1:1              | 3:0                | 1:0                      |
| FSV Union Fürstenwalde     | 1:3             | 4:1                     | 2:2              | 2:2            | 1:2                      | 2:2                        | 0:0           | 0:2                      | 2:0          |                        | 2:0            | 4:2        | 5:3                | 4:0                 | 5:0             | 0:1              | 1:2                | 1:1                      |
| ZFC Meuselwitz             | 2:1             | 0:2                     | 1:2              | 4:0            | 2:2                      | 0:0                        | 1:1           | 2:0                      | 3:2          | 1:1                    |                | 2:1        | 2:2                | 0:1                 | 4:2             | 1:0              | 4:1                | 1:3                      |
| BFC Dynamo                 | 2:2             | 1:1                     | 0:3              | 1:2            | 0:0                      | 1:1                        | 0:2           | 3:1                      | 2:1          | 4:0                    | 1:2            |            | 5:0                | 5:0                 | 4:1             | 1:2              | 3:0                | 4:2                      |
| FSV 63 Luckenwalde         | 0:2             | 2:3                     | 2:2              | 1:4            | 0:2                      | 0:3                        | 0:2           | 0:1                      | 0:0          | 2:2                    | 0:2            | 1:4        |                    | 0:2                 | 1:4             | 0:0              | 1:1                | 0:5                      |
| FSV Budissa Bautzen        | 0:0             | 1:1                     | 3:1              | 1:1            | 0:0                      | 3:0                        | 0:0           | 0:0                      | 0:0          | 1:2                    | 1:1            | 1:2        | 4:1                |                     | 1:0             | 3:1              | 1:0                | 2:2                      |
| TSG Neustrelitz            | 0:4             | 3:0                     | 0:2              | 0:1            | 0:1                      | 1:3                        | 1:1           | 0:2                      | 2:1          | 0:1                    | 3:2            | 0:3        | 2:0                | 2:1                 |                 | 1:0              | 3:0                | 0:3                      |
| VSG Altglienicke           | 0:2             | 2:1                     | 1:1              | 1:0            | 0:1                      | 2:0                        | 1:3           | 2:2                      | 1:1          | 0:5                    | 2:0            | 1:2        | 2:0                | 0:1                 | 5:2             |                  | 0:0                | 0:1                      |
| BSG Chemie Leipzig         | 0:2             | 1:0                     | 1:0              | 2:0            | 0:0                      | 0:1                        | 0:2           | 0:1                      | 2:2          | 1:2                    | 2:0            | 1:0        | 2:1                | 1:0                 | 1:1             | 1:1              |                    | 0:3                      |
| VfB Germania Halberstadt   | 0:5             | 0:2                     | 1:4              | 3:3            | 0:0                      | 3:3                        | 2:0           | 2:0                      | 2:2          | 2:0                    | 1:1            | 4:5        | 4:0                | 5:1                 | 3:1             | 2:0              | 1:1                |                          |
| Stand: Saisonende          |                 |                         |                  |                |                          |                            |               |                          |              |                        |                |            |                    |                     |                 |                  |                    |                          |

## Torschützenliste
| Pl.               | Nat.          | Spieler                 | Verein                       | Tore |
| ----------------- | ------------- | ----------------------- | ---------------------------- | ---- |
| 1                 | Aserbaidschan | Rufat Dadashov          | BFC Dynamo                   | 25   |
| 2                 | Deutschland   | Streli Mamba            | Energie Cottbus              | 19   |
| 3                 | Deutschland   | Florian Beil            | VfB Germania Halberstadt     | 17   |
| 3                 | Deutschland   | Marc-Philipp Zimmermann | VfB Auerbach                 | 17   |
| 5                 | Deutschland   | Matthias Steinborn      | BFC Dynamo                   | 16   |
| 6                 | Turkei        | Kemal Atıcı             | FSV Union Fürstenwalde       | 15   |
| 6                 | Deutschland   | Felix Brügmann          | Berliner AK 07               | 15   |
| 6                 | Russland      | Maximilian Pronitschew  | Hertha BSC II                | 15   |
| 9                 | Deutschland   | Abu-Bakarr Kargbo 1     | FC Viktoria 1889 Berlin (11) | 13   |
| 9                 | Deutschland   | Abu-Bakarr Kargbo 1     | Berliner AK 07 (2)           | 13   |
| 9                 | Deutschland   | Enes Küc                | Berliner AK 07               | 13   |
| 9                 | Deutschland   | Tony Schmidt            | FSV Budissa Bautzen          | 13   |
| 9                 | Deutschland   | Fabio Viteritti         | Energie Cottbus              | 13   |
| Quelle: kicker.de |               |                         |                              |      |

## Trainerwechsel
| Verein                     | Verein                     | Tabellenplatz | Trainer          | Grund                 | Datum            | Nachfolger                                 | Quelle |
| -------------------------- | -------------------------- | ------------- | ---------------- | --------------------- | ---------------- | ------------------------------------------ | ------ |
| FSV 63 Luckenwalde         | FSV 63 Luckenwalde         | 17.           | Ingo Nachtigall  | Rücktritt             | 17. Oktober 2017 | Gerald Ritter (interim)                    | [ 5 ]  |
| FSV 63 Luckenwalde         | FSV 63 Luckenwalde         | 18.           | Gerald Ritter    | Ende der Interimszeit | 28. Oktober 2017 | Sven Thoß                                  | [ 6 ]  |
| FC Oberlausitz Neugersdorf | FC Oberlausitz Neugersdorf | 11.           | Vragel da Silva  | Beurlaubung           | 4. November 2017 | Manfred Weidner                            | [ 7 ]  |
| VSG Altglienicke           | VSG Altglienicke           | 15.           | Miroslav Jagatic | Beurlaubung           | 24. April 2018   | Torsten Mattuschka Lothar Hamann (interim) | [ 8 ]  |

## Stadien
| Name                            | Gemeinde              | Verein                     | Kapazität |
| ------------------------------- | --------------------- | -------------------------- | --------- |
| Stadion der Freundschaft        | Cottbus               | Energie Cottbus            | 22.528    |
| Friedrich-Ludwig-Jahn-Sportpark | Berlin                | BFC Dynamo                 | 19.708    |
| Friedrich-Ludwig-Jahn-Sportpark | Berlin                | VSG Altglienicke           | 19.708    |
| Bruno-Plache-Stadion            | Leipzig               | 1. FC Lokomotive Leipzig   | 10.900    |
| Karl-Liebknecht-Stadion         | Potsdam               | SV Babelsberg 03           | 10.786    |
| Poststadion                     | Berlin                | Berliner AK 07             | 10.000    |
| Albert-Kuntz-Sportpark          | Nordhausen            | Wacker Nordhausen          | 08.088    |
| Bonava-Arena                    | Fürstenwalde/Spree    | FSV Union Fürstenwalde     | 08.000    |
| Parkstadion                     | Neustrelitz           | TSG Neustrelitz            | 07.000    |
| Stadion auf dem Wurfplatz       | Berlin                | Hertha BSC II              | 05.400    |
| bluechip-Arena                  | Meuselwitz            | ZFC Meuselwitz             | 05.260    |
| Friedensstadion                 | Halberstadt           | VFB Germania Halberstadt   | 05.000    |
| Stadion Müllerwiese             | Bautzen               | FSV Budissa Bautzen        | 05.000    |
| VfB-Stadion                     | Auerbach/Vogtl.       | VfB Auerbach               | 05.000    |
| Alfred-Kunze-Sportpark          | Leipzig               | BSG Chemie Leipzig         | 04.999    |
| Stadion Lichterfelde            | Berlin                | FC Viktoria 1889 Berlin    | 04.300    |
| Sparkassen-Arena Oberlausitz    | Ebersbach-Neugersdorf | FC Oberlausitz Neugersdorf | 03.500    |
| Werner-Seelenbinder-Stadion     | Luckenwalde           | FSV 63 Luckenwalde         | 03.000    |